# Самандар
 Тази статия е за хазарския град.  За съвременното селище вижте Семендер (Русия).  
Самандар (Семендер) е някогашен град в днешен Дагестан, столица на Хазарския хаганат от 722 до средата на 8 век. Някои считат, че се е намирал край днешната столица Махачкала.
В града тогава живеят евреи, християни, мюсюлмани и езичници, като всички те имат свои храмове.
Самандар е известен с плодородните си градини и лозя и произвежданото там вино.